# تشكيل دبي

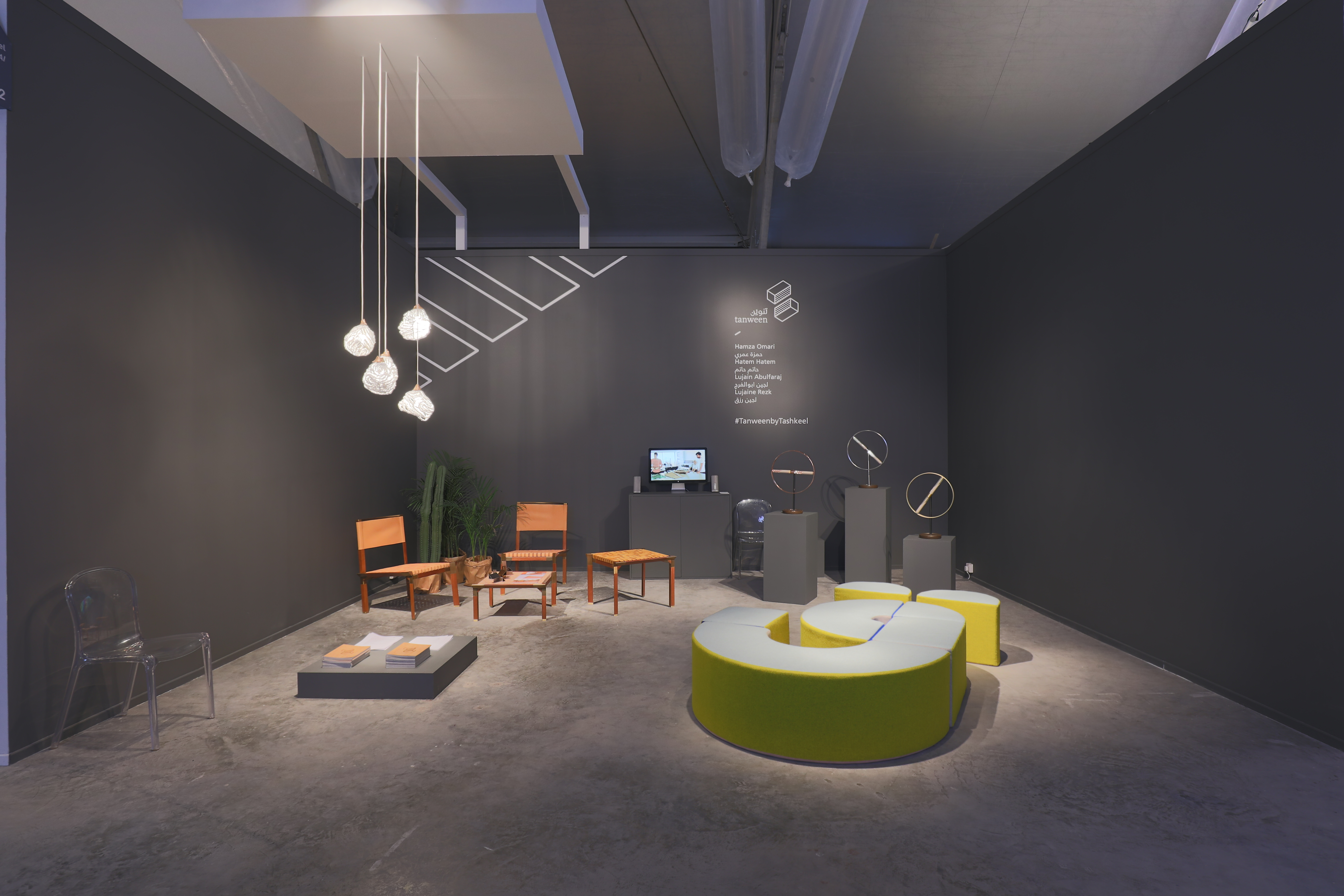

تشكيل هي منشأة فنية في دولة الإمارات العربية المتحدة. تأسست في دبي، في عام 2008 من قبل لطيفة بنت مكتوم، تسعى «تشكيل» إلى توفير بيئة راعية وداعمة لنمو الفن المعاصر وممارسات التصميم المتجذرة في الإمارات العربية المتحدة. من خلال الاستوديوهات متعددة التخصصات ومساحات العمل والمعارض الموجودة في كل من ند الشبا والفهيدي، حيث يتيح الممارسة الإبداعية والتجريب والحوار بين الفنانين والمجتمع.
يعتمد مركز «تشكيل» نموذج العضوية المفتوحة ويهدف برنامجه السنوي الذي يشمل التدريب، وبرامج الإقامة، وورش العمل، والمناقشات، والمعارض، والتعاونات الدولية والمنشورات إلى دعم عملية تطوير الممارسين الفنيين، وإشراك المجتمع والتعلم مدى الحياة كما يدعم الصناعات الإبداعية والثقافية.
نشرت «تشكيل» كتاباً بعنوان «نقطة مرجعية: تاريخ التشكيل والمشهد الفني الإماراتي» احتفالاً بمرور عشر سنوات على التأسيس.

## المرافق

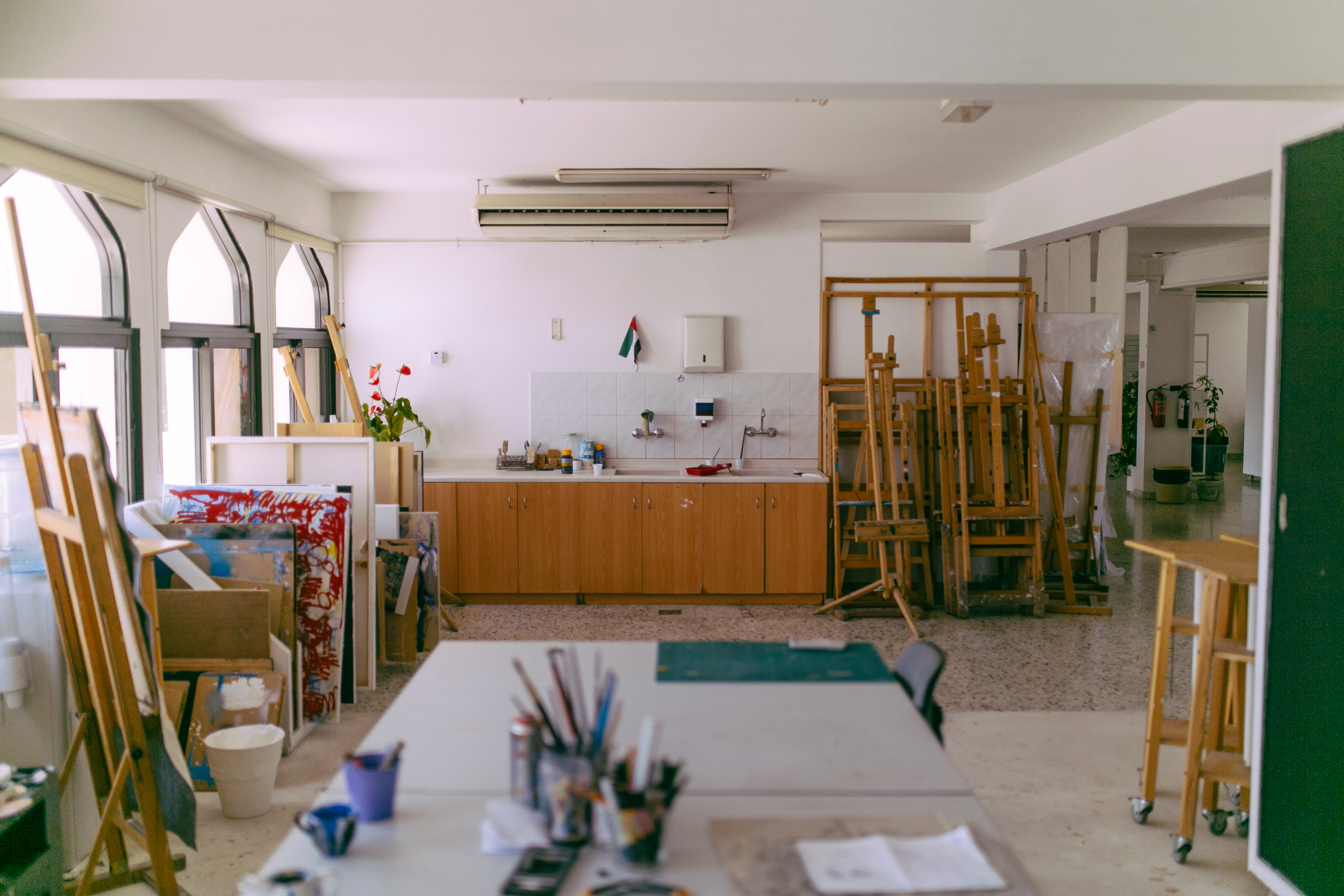
استوديو رسم مجتمعي في مبنى تشكيل.

يتكون تشكيل حاليًا من مبنى تبلغ مساحته 2800 مترًا مربعًا (تم بناؤه عام 1987) في منطقة ند الشبا، ويضم معرضًا واستوديوهات لممارسة تخصصات فنية معينة (فنون جميلة، رقمية، ثلاثية الأبعاد، غرفة مظلمة، تصوير، طباعة، طباعة المنسوجات)؛ مكتبة؛ صالة وحدائق ومساحات عمل.
لدى تشكيل أيضًا منزل تقليدي في حي الفهيدي التاريخي، والذي يحتوي على خمسة استوديوهات فردية للفنانين ومساحتين للمعارض.

## المعارض

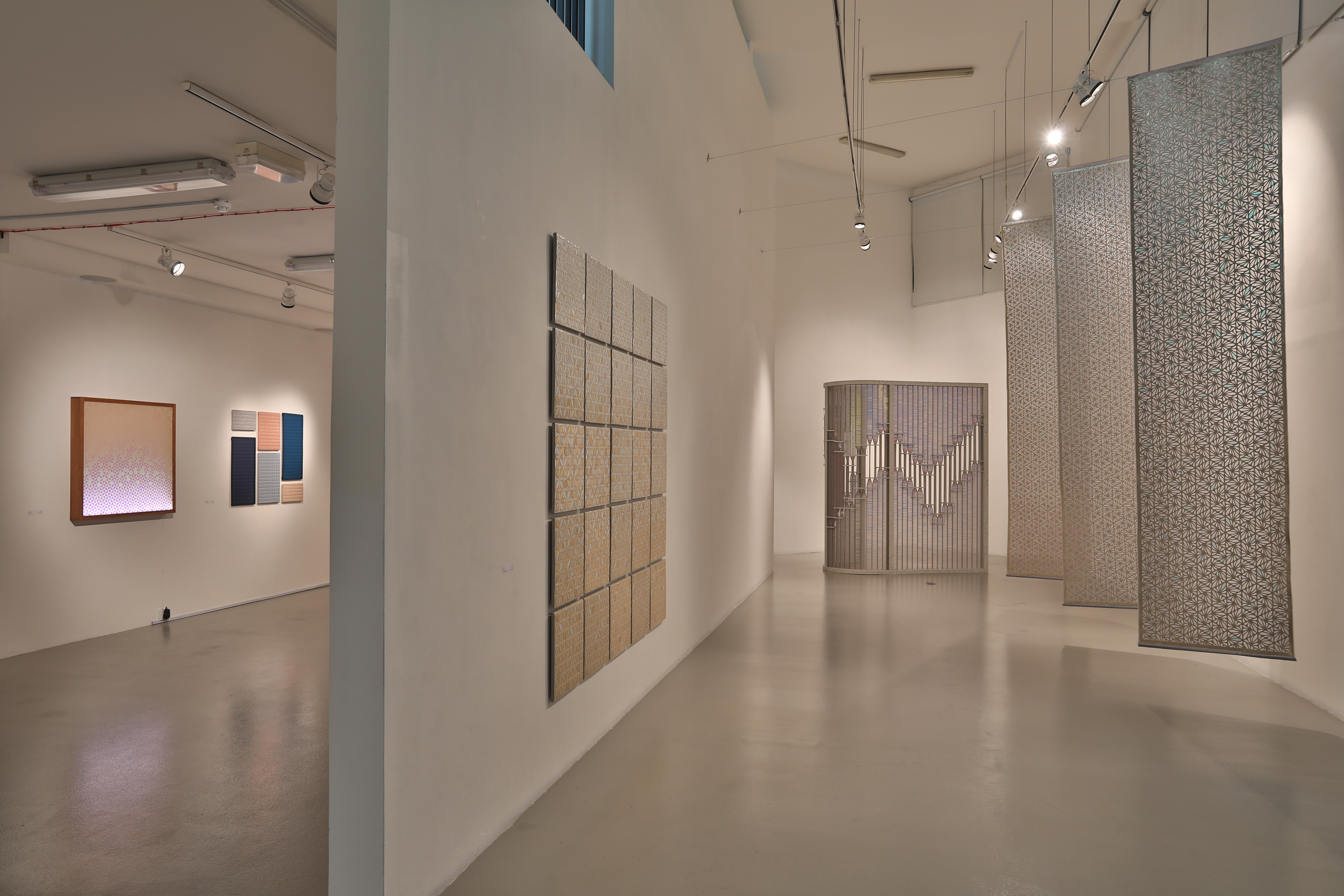
معرض لوحات أعمال فاي ماكول المعروضة في الإقامة (2017)

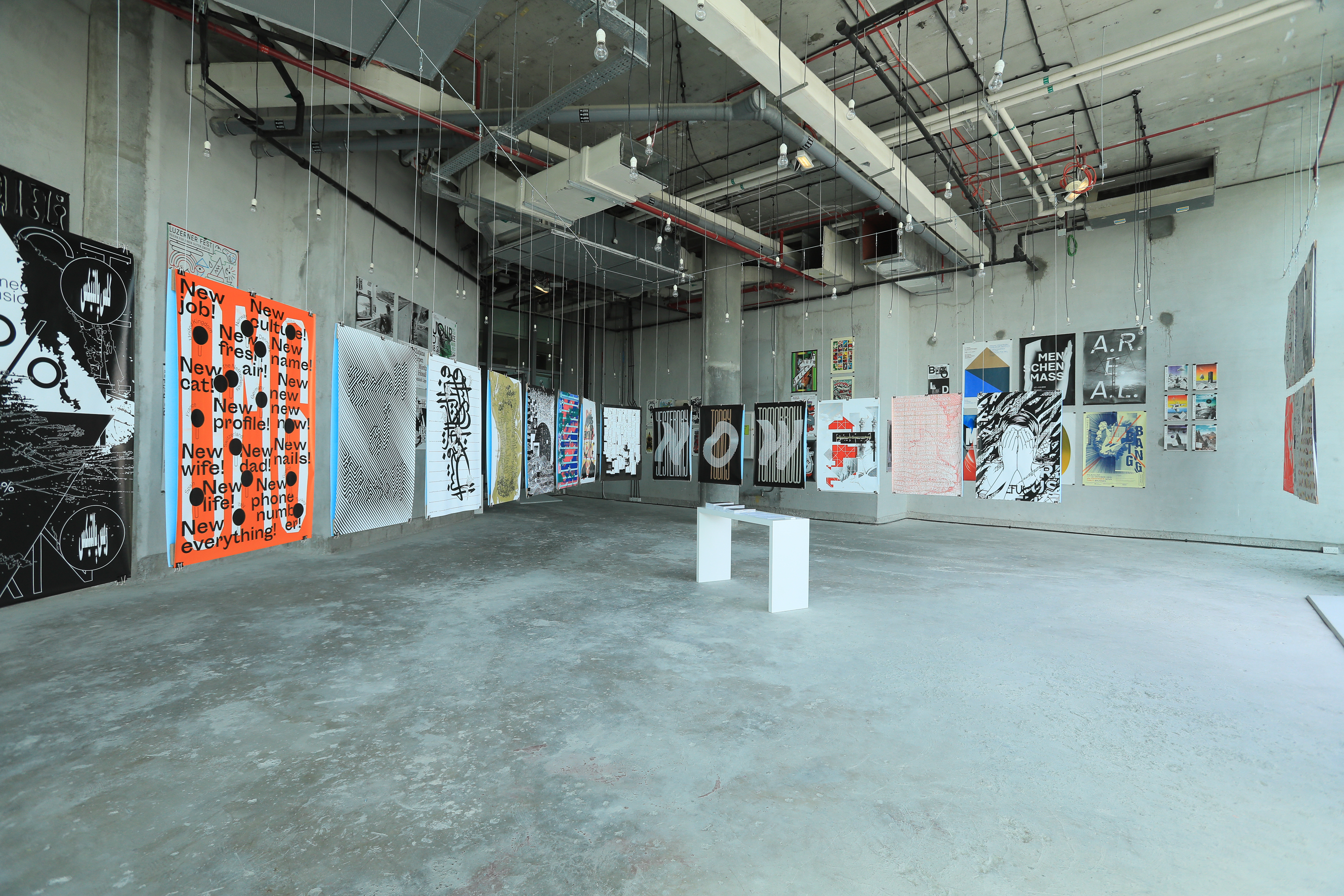
Weltformat DXB ، معرض ملصقات بالتعاون مع Weltformat و Engy Aly و Design House و Pro-Helvetia Cairo. في حي دبي للتصميم (d3) خلال أسبوع دبي للتصميم 2017.

(2009 إلى الوقت الحاضر)، وهو معرض فني سنوي يعرض أعمالًا مختارة من قبل الأعضاء والمشاركين في ورشة العمل والفنانين العارضين الجدد. في كل عام، تقدم «تشكيل» أيضًا معارض تصميم تشمل عرض «التخرج» لبرنامج تنوين للتصميم خلال أسبوع دبي للتصميم.
وفي عام 2024 شارك أكثر من 100فنان في معرض«صنع في تشكيل»
وتنوعت مشاركاتهم بين الفن التجريدي والرسم الواقعي، والنحت والتصوير والأزياء ورواية الحكايات وغيرها الكثير.باستخدام مواد متنوعة  مثل الألوان والخشب والأقمشة والمعادن.

## البرامج
برنامج تنوين للتصميم
برنامج الممارسة النقدية (CPP)
جائزة المصمم الناشئ في الشرق الأوسط (بالتعاون مع فان كليف آند آربلز)

## روابط خارجية
- الموقع الرسمي
- الموقع الرسمي لطيفة بنت مكتوم